# Hugh Welch Diamond
Pour les articles homonymes, voir Diamond.
Hugh Welch Diamond (né en 1808 ou 1809 – mort le 21 juin 1886) est un psychiatre, photographe et polymathe britannique. Il est l'un des fondateurs de la Royal Photographic Society ; il a participé à la publication du Photographic Journal (en), c'est un précurseur de la photographie médicale et membre de la Society of Antiquaries of London.

## Biographie
Hugh Welch Diamond est né à Goudhurst dans le Kent en 1808 ou 1809 ; c'est le fils de William Batchelor Diamond, un chirurgien qui travaillait pour la Compagnie britannique des Indes orientales. La famille est d'origine huguenote, des réfugiés nommés Dimont ou Demonte, qui se sont installés dans le Kent au début du 18e siècle. Pour des raisons inconnues, Hugh va à l'école à la Norwich School (en), loin de Goudhurst, avant d'entamer des études médicales.
Le 14 juin 1831, Hugh Diamond épouse Jane Warwick. Ils ont eu 9 enfants. Jane meurt en 1838 ou 1839 et Diamond épouse en deuxièmes noces Teresa Butler (1826-1878) ; ils ont eu une fille unique Teresa, née en 1841.
En 1820 William Diamond ouvre une « madhouse » (asile de fous) à Londres, sur le site de l'actuelle gare de Saint-Pancras. C'est dans cette institution parentale, à partir de 1825, que Hugh Diamond fait connaissance avec la folie et son (non-) traitement.
À l'époque les structures médicales sont divisées en trois ordres : physiciens, dont l'élite étaient instruite à l'université ; chirurgiens, qui étaient des apprentis comme n'importe quels artisans, et les apothicaires, qui pouvaient donner des conseils médicaux et prescrire des drogues, également apprentis.
Hugh Diamond a servi comme apprenti chirurgien/apothicaire dans l'asile de son père pendant cinq ans. En 1830, avec l'ouverture d'un dispensaire dans le Kent, il est nommé apothicaire. Neuf mois plus tard il s'installe à Soho Square à Londres, comme chirurgien et devient membre du Collège royal de chirurgie en 1834.
En 1834 Hugh Diamond est élu membre de la Society of Antiquaries of London. Son activité comme membre se concentre sur l'étude des céramiques, dont il devient un spécialiste.
Vers 1842 il commence à étudier les maladies mentales au Bethlem Royal Hospital. Il est probable que Hugh Diamond a obtenu un doctorat en médecine à Kiel en Allemagne, avec une thèse sur la folie. Dans tous les cas, il signe sa correspondance « Mr. Diamond » en 1848 et « H. Diamond Esq. M.D. » à partir de 1849.
En 1848 il est nommé Directeur du département des femmes au Springfield Hospital (en), un asile d'aliénés pour les pauvres, ouvert en 1840 à Tooting dans la banlieue sud de Londres, avec plus de quatre cents patients. Il reste à ce poste jusqu'en 1858.
Hugh Diamond fait ses premières photographies dès 1839, seulement quelques mois après l'invention de son ami William Henry Fox Talbot de la procédure du calotype (négative-positive), qui transformera la production des photographies.
| - H.W. Diamond c. 1865 |

En 1845 Diamond commence à participer à des réunions avec un groupe de photographes amateurs sous le nom « The Calotype Society ». Cette société devient « The Photographic Club » et finalement la Royal Photographic Society. Pendant cette période il développe la pratique de la photographie, écrit nombreux articles dans des revues spécialisées et encourage de jeunes photographes comme Frederick Scott Archer. La reconnaissance de sa contribution dans l'avancement des techniques photographiques et de ses encouragements aux jeunes photographes vient en 1855 avec un cadeau de 300 £, offert par The Photographic Society pour services rendus à la photographie. Parmi les souscripteurs se trouvaient : Michael Faraday, Henry Peach Robinson, William Alfred Delamotte (en), Roger Fenton et George Shadbolt. La particularité de l’œuvre photographique personnelle de Diamond est qu'il est le premier à avoir photographié les patients d'un asile d'aliénés à des buts thérapeutiques et nosographiques.

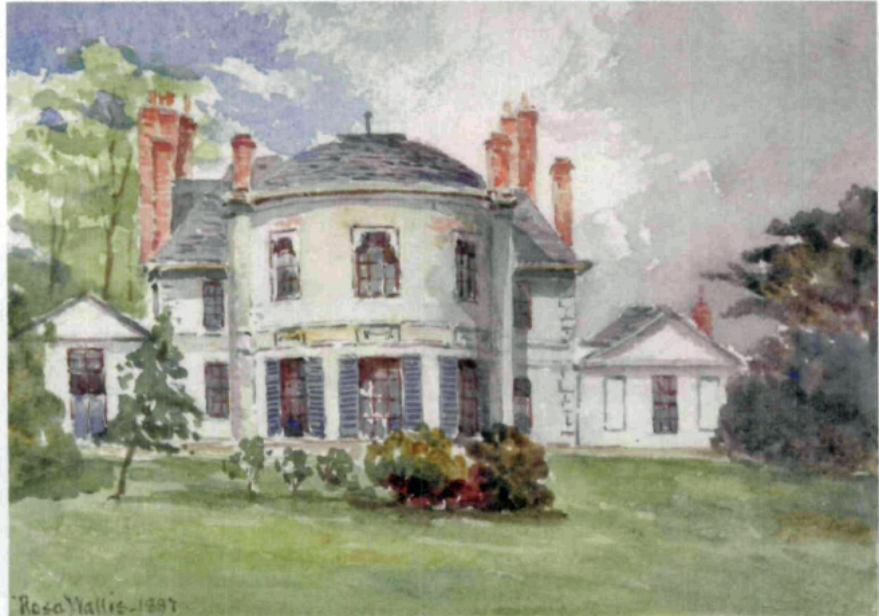
Twickenham House
(Rosa Wallis 1887)

En 1858 Hugh Diamond quitte l'hôpital de Springfield dans des circonstances un peu tristes et ouvre un petit asile privé pour accueillir entre dix et quinze patientes bourgeoises à Twickenham House, Twickenham, Middlesex, qu'il a maintenu jusqu'à sa mort en 1886.
Il arrête la photographie clinique, mais reste très actif dans la communauté de photographes : entre 1859 et 1869 il est directeur de la publication de la Photographic Society après en avoir été le secrétaire puis le vice-président.
À Twickenham House, il forme Our Club, un groupe d'antiquaires, photographes et écrivains qui se réunissaient régulièrement. Parmi ses membres, George Wallis (en), directeur d'Art du South Kensington Museum, maintenant le Victoria and Albert Museum, et sa fille Rosa, une artiste peintre, connue pour ses tableaux de paysages.
En 1867 il reçoit la médaille d'excellence de la société photographique en reconnaissance de « his long and successful labours as one of the principal pioneers of the photographic art and of his continuing endeavours for its advancement. ».

## La psychiatrie au début du19esiècle
Le plus ancien « asile des fous » en Angleterre est l'hôpital de Bethlem, ouvert en 1247 et toujours en activité aujourd'hui. Le traitement réservé aux pensionnaires était, à nos yeux d'aujourd'hui, barbare et inhumain : enchainement des personnes agitées, exhibition (payante) au public , etc. Ils étaient vus comme des animaux sauvages, pas des humains.
|  |

| - Pinel délivrant les aliénés à la Salpétrière de Tony Robert-Fleury |

| - Bethlem par William Hogarth circa 1760 |

A l'époque des Lumières l'attitude envers la folie change. Les fous sont considérés comme des êtres humains, victimes d'une maladie ; certains pouvaient être soignés et guéris de leur maladie. Le premier texte est le livre Traité sur la folie de William Battie, médecin chef de l'hôpital de Bethlem, publié en 1758, suivi en 1764 par l'Enquête sur l'Esprit Humain du philosophe Thomas Reid. Cependant, l'ouvrage le plus important et qui marque le début de la psychiatrie moderne est le Traité médico-philosophique sur l’aliénation mentale de Philippe Pinel, publié en 1801. Son influence en France et en Angleterre est immense. En Angleterre une série d'Actes de Parliament entre 1806 et 1839 recommandent l'ouverture des hôpitaux psychiatriques, protègent les intérêts des malades , etc.John Conolly, premier professeur de médecine à l'université de Londres réussit à faire abandonner l'utilisation généralisée des « méthodes mécaniques de contrainte » (sangles et chaînes), sauf pour les cas extrêmes. En France, porté par Jean-Étienne Esquirol collaborateur de Pinel, on aboutit à la loi portant réforme du droit des incapables majeurs, qui reste sans changement majeur jusqu'en 1990. Voir Histoire de la psychiatrie pour plus de détails.

## La physiognomonie et la psychiatrie
|  |

|  |

Vers la fin du 18e siècle Johann Kaspar Lavater propose comme sujet d'étude la physiognomonie, c'est-à-dire la corrélation des états mentaux avec des comportements et aspects visibles, notamment sur le visage. C'était chimérique, mais, comme pour la phrénologie proposée par Thomas Ignatius Maria Forster au début du 19e siècle, la physiognomonie a eu ses heures de gloire pendant plus d'un demi-siècle.
L'approche scientifique de Pinel avait trois axes : la classification et description des maladies mentales ; le diagnostic d'un maladie mentale et finalement le traitement de la maladie. L'axe de classification continue aujourd'hui avec le Manuel diagnostique et statistique des troubles mentaux. Pour la classification et le diagnostic, les psychiatres n'avaient que des signes extérieurs, comme l'aspect physique, le comportement et la parole du patient. Les traitements des diverses formes de maladies psychiques resteront rudimentaires et très empiriques pendant longtemps.
Dans son livre Essais d'anatomie expressive, publié en 1806, l'anatomiste Charles Bell affirmait que la clef du diagnostic de la maladie mentale était les expressions du visage. Pinel illustrait son livre avec des dessins. Son élève Étienne-Jean Georget commissionne, entre 1821 et 1824, une série de tableaux à Théodore Géricault représentant la folie. Esquirol publie en 1838 son livre Des maladies mentales considérées sous le rapport médical, hygiénique et médico-légal, illustré avec les gravures d'Ambroise Tardieu. En Angleterre, Alexander Morison (en) illustre les maladies mentales dans son livre The Physiognomy of Mental Diseases avec une centaine de dessins. C'était une application de la philosophie positiviste en psychiatrie. Les para-sciences de la physiognomonie et la phrénologie sont mises en application.
Il est notable que la même année, 1838, les deux hommes ont été honorés, Esquirol avec l'application de la loi qu'il a proposée et Morison était élevé au rang de Chevalier par la reine Victoria.

### Le photographe de la folie
|  |

|  |

|  |

Une critique, tout à fait justifiée, formulée à l'époque, était la non-objectivité des dessins ; le médecin choisissait le modèle pour illustrer sa théorie ; l'artiste introduisait ses propres préconceptions dans son œuvre. Le résultat n'était pas une « réalité objective ». Il est peut-être significatif que Géricault disait lui-même qu'il ne voyait pas de différence entre les malades qu'il peignait et des gens normaux ; et plus tard, Charles Darwin dans son livre L'Expression des émotions chez l'homme et les animaux a utilisé une seule image parmi la cinquantaine qui lui était soumise par ses collègues psychiatres.
La daguerréotype a été introduite en 1839, le progrès technique était rapide et la photographie était perçue comme un outil scientifique de première importance, qui permettait la comparaison et la compilation d'images impossibles auparavant. En plus, l'appareil photographique donnait une image totalement objective de la réalité en éliminant l'intervention de la main et du regard de l'artiste...
Entre 1852 et 1856 Diamond présente une série de conférences, illustrées par ses photographies des patients de l'hôpital de Springfield, intitulées « Application of Photography to the Physiognomy and Mental Phenomena of Insanity ». Un résumé du texte de ces conférences a été fait dans le Photographic Journal de 1856. La conférence a été également publiée par Gilman dans Face of Madness. Ce point de vue est décrit par le Dr Wright, médecin et photographe, dans un article publié dans le Photographic Journal en 1867.
Cet article peut être lu comme une esquisse d'une nosologie et d'une proposition pour une deuxième fonction de l'appareil photographique, qui engage le patient comme un participant objectif dans le processus de guérison. Diamond croyait qu'un patient qui participait dans la prise de vue d'une série d'images de sa maladie pouvait ensuite plus facilement s'engager dans une séparation thérapeutique de sa maladie. À travers la photographie Diamond a tenté de changer la nature du traitement des malades mentaux.
Il est probable que son intention était d'améliorer les travaux de son prédécesseur à Springfield, Sir Alexander Morison, dont le livre contenait une centaine de dessins physiogonomiques.
Ces photographies de Diamond sont un baromètre utile pour comprendre l'attitude envers les malades mentaux et un indicateur sur la soi-disant objectivité de la photographie, qui était influencée par les modes et la photographie pratiquée par ses amis tels que Lewis Carroll, Henry Peach Robinson et les portraits faits par un photographe professionnel comme Henry Hering.
- La totalité des photographies existantes prises par Diamond sont consultables ici : Patientes de l'asile de Springfield sur Commons

### Hugh Diamond, John Conolly et Henry Hering
|  |

|  |

Diamond était un auteur prolifique dans le domaine des techniques photographiques et il est surprenant qu'il n'ait jamais publié dans un livre ses idées et observations sur l'application de la photographie envers la psychiatrie et la physiognomonie.
Un atlas nosographique par Diamond aurait été un évènement dans l'histoire de la photographie médicale. Gernsheim fait référence à un portfolio datant de 1852, mais maintenant perdu.
Cependant, sa forme et son contenu peuvent être imaginés à partir d'une série de treize articles publiés sous le titre général de « Études de cas dans la Physiognomonie de la Folie » dans le Medical Times and Gazette de 1858 et 1859 par John Conolly, premier professeur de médecine à l'université de Londres, directeur du Hanwell Asylum (en) dans la banlieue ouest de Londres et psychiatre très influent. Articles reproduits, sans les gravures, dans le British Journal of Psychiatry.Il est raisonnable de supposer qu'il a utilisé ce portfolio comme base pour sa description de cas cliniques.
Ces articles montrent le point de vue des psychiatres au milieu du 19e siècle qui avaient de la compassion pour leurs patients, le désir de les guérir et qui utilisaient, au mieux, les moyens à leur disposition. Il s’avérait qu'ils se trompaient lourdement. À la limite, ces articles ont servi à mettre en lumière les préconceptions du milieu psychiatrique, la non-objectivité des images de la folie et les descriptions de leurs diagnostics. Cette prise de conscience a eu des répercussions encore d'actualité aujourd'hui.
Conolly affirmait qu'il y avait un type de visage, facilement reconnaissable, pour chaque type de folie et que la photographie, qui capturait « la réalité », pouvait rendre objective la physiognomonie. Naturellement, le photographe, Diamond, Hering ou d'autres, simplement par leur mise en scène pour le portrait de la patiente, induisaient leurs propres préjugés.
Par exemple, le premier article de Conolly est un cas de « Mélancolie religieuse ». La patiente était d'abord diagnostiquée, puis on prenait le portrait pour illustrer la maladie. Une femme, assise devant un rideau noir, habillée modestement, porte une grande croix autour de son cou. Elle a l'air pensive ; le coude sur une table ; la main appuyée contre la joue. C'est le gestuel iconographique de la mélancolie utilisé dans l'art depuis des siècles.
Cependant, il y une série de gravures de nature différente qui illustrent les articles de Conolly. Elles étaient reproduites à partir, non pas de photographies de Diamond, mais de celles de Henry Hering, un photographe professionnel londonien, qui travaillait à l'hôpital de Bethlem. Cette série montre d'abord la patiente à son entrée à l'hôpital, puis la deuxième photographie à sa sortie, guérie. La gravure illustrant la manie puerpérale (dépression périnatale) montre quatre étapes : Jour 1, à l'entrée de l'hôpital ; après 8 jours ; après 4 semaines et finalement après 3 mois, à la sortie de l'hôpital.
|  |

|  |

|  |

- La totalité des lithographes dans les articles de Conolly sont visibles ici : Gravures de Conolly sur Commons

La photographie psychiatrique, destinée à corréler l'état mental du patient avec sa physiognomonie, a été poursuivie en Angleterre par Sir Francis Galton et en France par Guillaume Duchenne de Boulogne et Jean-Martin Charcot avant d'être abandonnée à la fin du 19e siècle.